# Wybory do Parlamentu Europejskiego w Grecji w 2019 roku
Wybory do Parlamentu Europejskiego w Grecji w 2019 roku zostały przeprowadzone 26 maja. Grecy wybrali 21 eurodeputowanych. Frekwencja wyniosła 58,71%. W wyborach łącznie 6 komitetów zdobyło mandaty w Parlamencie Europejskim. Zwycięstwo odniósł opozycyjny obóz prawicowy, który pokonał rządzącą lewicę.

## Wyniki wyborów
|  | Partia polityczna           | Grupa w PE | Mandaty | Zmiana | % głosów | Zmiana |
|  | --------------------------- | ---------- | ------- | ------ | -------- | ------ |
|  | Nowa Demokracja             | EPP        | 8       | 3      | 33,11    | 10,4   |
|  | Syriza                      | GUE/NGL    | 6       |        | 23,78    | 2,8    |
|  | Ruch dla Zmian              | S&D        | 2       |        | 7,72     | 0,3    |
|  | Komunistyczna Partia Grecji | brak       | 2       |        | 5,33     | 0,76   |
|  | Złoty Świt                  | brak       | 2       | 1      | 4,88     | 4,52   |
|  | Grecka Metoda               | ECR        | 1       | 1      | 4,18     | 4,18   |
|  | Inni                        |            | 0       |        | 21,00    |        |
|  | Łącznie                     |            | 32      |        | 100.0    |        |